# Gwalior Airport
Gwalior Airport är en flygplats i Indien.   Den ligger i distriktet Gwalior och delstaten Madhya Pradesh, i den centrala delen av landet, 280 km söder om huvudstaden New Delhi. Gwalior Airport ligger 188 meter över havet.
Terrängen runt Gwalior Airport är platt. Runt Gwalior Airport är det tätbefolkat, med 493 invånare per kvadratkilometer. Närmaste större samhälle är Gwalior, 8,9 km sydväst om Gwalior Airport. Trakten runt Gwalior Airport består till största delen av jordbruksmark.